# 여름의 파편 (Aqua Timez의 노래)
〈여름의 파편〉(夏のかけら 나츠노카케라[*])는 Aqua Timez가 2008년 10월 1일에 발매한 일곱 번째 싱글이다.

## 개요
- 전작 〈무지개〉 이후 약 5개월만에 발매한 싱글이다.

- 캐치프레이즈는 '각양각색의 웃음 소리를 하늘에 울려퍼지게 한 그 시절.'(色とりどりの笑い声を空に響かせたあの頃).

## 수록곡
1. 夏のかけら / 여름의 파편 (작사·작곡 : 후토시)
아라가키 유이 주연의 영화 《플레이 플레이 소녀》 주제가.
2. 秋になるのに / 이제 가을인데 (작사 : 후토시 / 작곡 : 다이스케, 후토시)
미쓰비시 자동차 파제로 미니 광고 음악.
3. on the run (작사 : 후토시 / 작곡 : 다이스케, 후토시)
4. 夏のかけら-Instrumental-

편곡 : Aqua Timez (전곡)

## 차트
- 주간최고순위 8위 (오리콘 차트)